# Factory Additions
Factory Additions foi a empresa fundada por Andy Warhol em 1967 para publicação e gravura. Algumas das primeiras "Adições" incluem o Marilyn Monroe portfolio, e uma adição de serigrafia de "Flores", e uma série de serigrafias baseadas em seus rótulos da Campbell's Soup Can. Campbell's Soup Cans I consistiam em um conjunto de 10 serigrafias produzidas em um acréscimo de 250.